# Африка (село)
Африка (пољ. Afryka) је село у Пољској које се налази у војводству Лођском у повјату Опочињском у општини Жарнов.
Од 1975. до 1998. године ово насеље се налазило у Пиотровском војводству.